# Turniej o Srebrny Kask 2005
Turniej o Srebrny Kask 2005 – rozegrany w sezonie 2005 turniej żużlowy z cyklu rozgrywek o „Srebrny Kask”, w którym mogli uczestniczyć zawodnicy do 21. roku życia. W rozegranym w Tarnowie finale zwyciężył Janusz Kołodziej. Drugi był Paweł Miesiąc, a trzecie miejsce zajął rezerwowy turnieju Marcin Rempała.

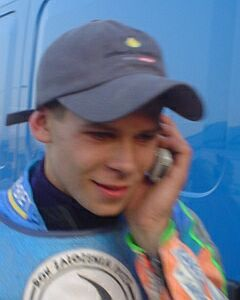
Janusz Kołodziej - zdobywca SK 2005

## Finał
- 14 lipca 2005 r. (czwartek), Tarnów

| Msc. | Zawodnik             | Klub                  | Pkt  |             |  |
| ---- | -------------------- | --------------------- | ---- | ----------- |  |
| 1    | Janusz Kołodziej     | Unia Tarnów           | 13   | (2,3,2,3,3) |  |
| 2    | Paweł Miesiąc        | Stal Rzeszów          | 12   | (3,3,3,2,1) |  |
| 3    | rez. Marcin Rempała  | Unia Tarnów           | 11+3 | (2,3,3,3)   |  |
| 4    | Krzysztof Kasprzak   | Unia Leszno           | 11+2 | (3,3,2,1,2) |  |
| 5    | Krystian Klecha      | Polonia Bydgoszcz     | 10   | (2,2,0,3,3) |  |
| 6    | Adrian Miedziński    | Apator Toruń          | 10   | (1,3,3,1,2) |  |
| 7    | Patryk Pawlaszczyk   | RKM Rybnik            | 10   | (2,2,2,3,1) |  |
| 8    | Mirosław Jabłoński   | Wybrzeże Gdańsk       | 9    | (3,1,1,2,2) |  |
| 9    | Krzysztof Buczkowski | Polonia Bydgoszcz     | 7    | (3,2,0,1,1) |  |
| 10   | Ronnie Jamroży       | WTS Wrocław           | 6    | (1,1,1,d,3) |  |
| 11   | Wojciech Druchniak   | RKM Rybnik            | 5    | (1,0,1,2,1) |  |
| 12   | Adrian Gomólski      | Start Gniezno         | 4    | (0,0,0,2,2) |  |
| 13   | Zbigniew Suchecki    | ZKŻ Zielona Góra      | 4    | (2,1,0,1,0) |  |
| 14   | Jakub Śpiewanek      | KSŻ Krosno            | 3    | (0,0,3,0,0) |  |
| 15   | Dawid Stachyra       | Stal Rzeszów          | 3    | (0,1,2,0,d) |  |
| 16   | Michał Rajkowski     | Stal Gorzów Wlkp.     | 2    | (1,0,1,d,0) |  |
| 17   | Mateusz Szczepaniak  | Włókniarz Częstochowa | 0    | (w,-,-,-,-) |  |
|      | Paweł Hlib           | Stal Gorzów Wlkp.     |      |             |  |
|      | Karol Ząbik          | Apator Toruń          |      |             |  |